# Zygmunt Bąkowski

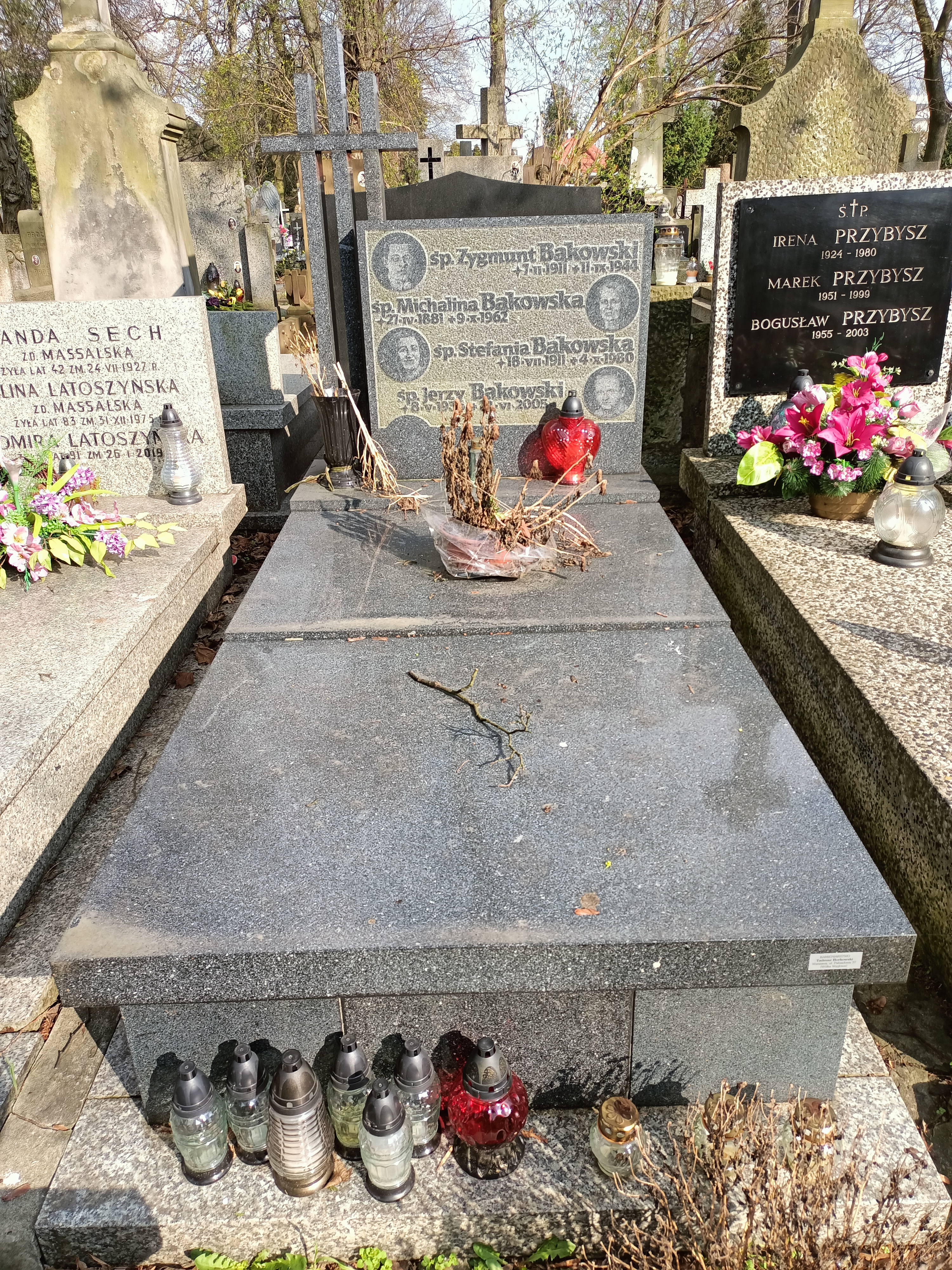
Grób Zygmunta Bąkowskiego na cmentarzu Bródnowskim

Zygmunt Bąkowski (ur. 7 lutego 1911, zm. 11 września 1944 w Warszawie) – polski bokser, reprezentant Polski, wicemistrz Polski, Powstaniec Warszawski.

## Kariera sportowa
Pięściarstwem zainteresował się w 1929 roku, wstępując do klubu Skoda Warszawa. Dysponował dobrą sprawnością fizyczną i robiąc szybkie postępy w ringu, stał się czołowym pięściarzem kategorii lekkiej w Polsce. Startując w mistrzostwach Polski, został wicemistrzem kraju w 1936 w wadze lekkiej, przegrywając walkowerem walkę finałową po wycofaniu się na znak protestu z turnieju, oraz zdobył brązowy medal w 1935 w tej samej kategorii wagowej. Dwa razy wystąpił w reprezentacji Polski w 1934 – odnosząc dwa zwycięstwa.
Zginął podczas niemieckiego artyleryjskiego ostrzału z prawobrzeżnej Warszawy.
Pochowany na cmentarzu Bródnowskim w Warszawie (Sektor 11B, rząd 4, grób 7).